# Криптокорина Бласса
Криптокорина Бласса (Cryptocoryne blassii syn. Cryptocoryne cordata var. evae) — трав'яниста рослина роду криптокорина родини кліщинцевих. Культивується в акваріумістиці.

## Опис
Трав'янистий кущ без стебла з витягнутими овальними листями, зібраними в розетку. Забарвлення листя з лицьового боку оливкове з великими світлими плямами, з вивороту — фіолетово-червоне. Кореневище повзуче. Кущ досягає у висоту 50 сантиметрів. У природі зустрічається в Таїланді.

## В акваріумі
При утриманні рослини в акваріумі оптимальна температура становить 24-26 °C, при її зниженні до 22 °C зростання значно сповільнюється. Вода повинна бути середньої жорсткості (8-16 німецьких градусів), pH великого значення не має. На відміну від багатьох інших представників роду рослина не схильна до «кріптокоринової хвороби» і не скидає листя при різкому зменшенні pH. Підміна води допустима, проте в «старій» воді криптокорина росте дещо краще. Освітлення повинне бути яскравим, по спектрального складу близьким до природного. Рослина переносить помірне затінення, але стає при цьому менш декоративною. Світловий день повинен становити 12-14 годин. Ґрунт має бути поживним, складатися з крупного піску або гальки з домішкою глини, торфу і деревного вугілля, бути рясно замуленим.